# Вестибуларни апарат
Вестибуларни апарат је статички орган, смештен у унутрашњем уву који служи за одржавање равнотеже и за информацију о положају тела у простору. Људски вестибуларни систем се састоји од три полукружних канала са ампулама, мехурића (утрикулуса) и кесице (сакулуса) у којима су сензорне ћелије. Како је вестибуларни апарат, симетричан парни орган, његова укупна реакција зависи од функције оба лавиринта ува. Он је најзначајни део физиолошког система у стварању моторног одговора који је од важности за дневно функционисање и преживљавање у условима свакодневног кретања кроз простор.
Вестибуларни апарат је прво чуло које се развило током еволуције животиња и људи са наменом да одржава равнотежу и положај тела, правце кретања и омогући оријентацију у простору. У каснијем еволутивном развоју са истом наменом укључили су се још и вид и дубоки сензибилитет у зглобовима и мишићима. Међутим вестибуларни апарат и даље задржао функцију најбрже активације свих ефектора за отклањање евентуалних поремећаја (што се најбоље и уочава у ситуацијама поремећај вестибуларне функције). Од наведена три система која учествују у одржавању равнотеже, бар два морају функционисати како би се одржала равнотежа. То значи да је могућа компензација изгубљене функције само у нормалним, али не и у посебним условима.

## Вестибуларни систем
Систем који даје референтне податке потребне за контролу постуралног њихања и динамичке равнотеже назива се вестибуларни систем равнотеже који се налази у унутрашњем уву и представља систем рецептора, који пружају информације о покрету главе. Вестибуларни систем укључен је и у централни нервни систем како би повезао окуломоторе, мождано стабло, церебелум и кичмену мождину у аутоматску субкортикалну функционалну целину, чије се присуство осећа само кад се јави одређени поремећај. А ти поремећаји могу настати као последица старења или након неког патолошког стања.
Вестибуларни неурони се смањују у броју и величини старењем већ око четрдесете године старости. Старије особе изнад 70 година живота изгубе око четрдесет посто сензорних ћелија вестибуларног система. Објашњење је у томе што старење прво утиче на подручје мозга повећањем надражаја ткива мозга. Старењем је осетљивост на периферне рецепторе битно смањен.

## Грађа и функције вестибуларног апарата
Вестибуларни апарат се састоји из статичког и динамичког дела, од који је први старији и реагује на промене у односу на правац земљине теже и линеарна убрзања, док други реагује првенствено на ротациона убрзања, али и друга променљива кретања у разним правцима Састављен је из пет компоненти:
1. Периферног рецепторног апарата, који се налази у унутрашњем уву и одговоран је за претварање покрета и позиција главе у неуралну информацију
2. Централних вестибуларних једара која чине неурони у можданом стаблу која су одговорна за пријем, интеграцију и расподелу информација за контролу моторне активности као што су покрети очију и главе, постурални рефлекси и рефлекси зависни од гравитације и просторне оријентације
3. Вестибуло-окуларних веза које полазе од вестибуларних једара и утичу на контролу покрета ока
4. Вестибуло-спиналне везе која координише покрете главе, аксијалне мускулатуре и постуралне рефлексе
5. Вестибуло-таламо-кортикалне везе одговорне за свесност перцепције покрета и просторне оријентације.

### Периферни рецепторни апарат
Вестибуларни лавиринт садржи специјализоване сензорне рецепторе и локализован је латерално и постериорно од кохлеје у унутрашњем уву. Чини га пет одвојених рецепторних структура, три полукружна канала и два отолитна органа који су смештени у петрозном делу темпоралне кости. Рецепторна, неуроепителна подручја представљају макуле у сакулусу и утрикулусу и ампуларна кристе у полукружним каналићима. Ова подручја су оспособљена за пријем чулних надражаја за равнотежу.

#### Коштани лавиринт (лат.)
Коштани лавиринт или отичка капсула, чија дебљина зидова износи свега 1-2 мм, лежи нешто иза и унутра од бубне дупље. Састоји се из предњег дела, пужа (лат. (cochlea) у којем је смештен слушни орган. Иза пужа, а испред полукружних канала (лат. canales semicirculares ossei)) се налази трем (вестибулум), централни део коштаног лавиринта. Коштани полукружни канали, којих има три, постављени у различите равни простора, отварају се у шупљини трема са оба своја крака. Изузетак чине предњи и задњи полукружни канали, који спајајући се својим задњим крацима, чине заједнички крак (лат. crus commun).
Трем (вестибулум) као централна шупљина лавиринта има облик призме са многобројним отворима. На унутрашњем зиду се налазе плитка коштана удубљења уз која су приљубљене мешница
(лат. utriculus) и кесица (лат. sacculus), као и рупичасте површине
(лат. maculae cribrosae) кроз које пролазе гранчице вестибуларног дела вестибулокохлеарног живца. На овом зиду се налази и улазни отвор тремног канала (лат. aqeuductus vestibuli)), кроз који опнасти ендолимфатични канал (лат. ductus endolymphaticus) напушта пирамиду темпоралне кости. Између мембранозног и коштаног лавиринта налази се простор испуњен перилимфом, која је по свом саставу слична ликвору. Перилимфа садржи висок ниво натријума, а мало калијума.

#### Мембранозни лавиринт (лат.)
Мембранозни лавиринт је смештен у коштани лавиринт и по свом основном облику му одговара, само је знатно тањи. Испуњава га ендолимфа, која садржи наменске сензорне рецепторе вестибуларног и аудитивног система. Ендолимфа садржи високу концентрацију јона калијума, а ниску концентрацију натријума. Ова јонска разлика је од важности за нормално фукционисање вестибуларног система. Сматра се да су промене у јонском саставу често узрок настанка вестибуларних поремећаја (болести).
Мембранозни лавиринт сачињавају утрикулус и сакулус који се налазе у вестибулуму коштаног лавиринта, и утрикулосакуларном каналу који се наставља у ендолимфатични канал, и завршава слепим проширењем на задњој страни пирамиде темпоралне кости. На утрикулус се настављају мембранозни полукружни канали смештени у одговарајуће полукружне канале коштаног лавиринта, а у сакулус кохлеарног канала уложен је у кохлеју.
Утрикулус је смештен у рецесусу вестибулума, јајастог је облика, дужине 3,6 мм, ширине око 2 мм. Од његовог унутрашњег зида полази утрикулосакуларни канал који га повезује са сакулусом. На зидовима утрикулуса се налази пет отвора мембранозних полукружних канала. Сакулус је мала лоптаста, опнаста врећа која лежи испод и испред утрикулуса спојена са (лат. coecumom vestibulare) преко спојног опнастог канала напред, а позади комуницира са утрикулусом преко споменутог утртрикулосакцуларног канала. Утрикулус и сакулус садрже неуроепителна поља под називом макула )лат. macula utriculi, macula sacculi).
1.3.1. Вестибуларни сензорни рецептори
Рецепторне, неуроепителна подручја представљају макуле у сакулусу и утрикулусу и ампуларна кристе у полукружним каналићима. Ова подручја су оспособљена за пријем чулних надражаја за равнотежу.

##### Отолитни органи
Отолитни орган (макуле у сакулусу и утрикулусу) детектује промене линеарног убрзања и гравитације. У кесицама отолитског органа, испуњених течношћу, сакулу и утикулу постоје специјализоване структуре, приближно исте величине, позната као макуле, или чула статичке равнотеже тела (за пријем чулних статичких утисака, и оријентацију тела на гравитационо привлачење).
Макула утрикулуса је приближно оријентисана у хоризонталној, а макула сакулуса у вертикалној равни. Сматра се да хумана макула утрикулуса садржи до 33.100 ћелија, док макула сакулуса садржи око 18.400 ћелија. Код човека се цилијарне ћелије вестибуларног лавиринта разликују од цилијарних ћелија кохлеје у томе што поред већег броја стереоцилија имају по једну дебљу и дужу киноцилију.
Чулне ћелије у овим органима формирају косе ћелије (цилије) пострављене у хоризонталној и вертикалној равни, које су у пратњи ћелија подршке. Врх цилија је прекривен желатинозном мембраном на којој се налази слој сићушних кристала калцијум карбоната, величине 1 до 10 микрона. Овај слој кристала има три пута већу тежину од околне течности. Како су ове ћелије постављене у разним равнима, то ће при сваком положају главе комадићи кристала звани отолити илои отокони вршити притисак на цилије. Промена у положаја главе који доводи до гравитационог привлачења, ствара нервне импулсе активацијом цилија отолитом, који са потом даље преносе преко нервних влакана вестибуларног нерва у дну рецепторних ћелије, у центар за равнотежу у мозгу.
У нормалном „усправном“ положају главе, гравитација земље не стимулише већину неуралних јединица макуле утрикулуса. У току линеарне акцелерације (и нагињања главе у односу на вертикалност гравитације), отоконије, чија је специфична тежина већа од околне течности, показују тенденцију да клизе, што доводи до савијања цилија. Када се четкица цилија савије у правцу киноцилије, филаменти вуку стереоцилије једну за другом, извлачећи их из тела ћелија. Отварају се јонски канали што доводи до поларизације цилијарних ћелија и ексцитације аферентних фибрила вестибуларног нерва који инервише ту ћелију, док супротно томе настаје хиперполаризације, инхибиција, аферентних фибрила. Дакле, цилијарна ћелије, као механорецептори претварају механичку енергију у електричне потенцијале, који се нервним фибрилама преносе у централни нервни систем, који ове сигнале може да декодира.
У основи надражаја цилијарних ћелија налазе се сложени биохемијски и јонски процеси натријум и калијум пумпе. Вестибуларни епител има мембрански потенцијал 90-100 мВ, а његов пренос у синапсама нервних влакана, који обухватају сензорне вестибуларне ћелије, остварује се преко неуротрансмитера, холинергичким механизмом чији је медијатор ацетилхолин. Присутан ензим, ацетилхолинестеразу у синапсама, разара ацетилхолин и пренос биопотенцијала се прекида све док се он поново не створи. Адекватан стимулус макула утрикулуса као и макула сакулуса је линеарна акцелерација, или промена сила гравитације. Јако савијање главе у једном правцу доводи до ексцитације отолитског пара акула на тој страни, уз инхибицију отолитског пара на супротној страни. Оваква организација је најзначајнија основа тоничких положајних рефлекса лавиринтног порекла, који се спиналним моторним путевима преносе до мишића врата, трупа и удова који одржавају стабилан положај тела.

##### Полукружни канали
Три полукружна канала (предњи, задњи и спољашњи), налазе се у посебној просторној равни;
предњи у сагиталној, задњи у чеоној, спољашњи у хоризонталној. или тросмерно, тако да у сваком функционалном пару, оба полукружна канала једне и друге стране леже у истој равни чинећи ортогонални положај.
Свака ротација главе у једној равни ексцитира један, а инхибише други члан функционалног пара полукружних канала ("пул-пуш“ ефекат). Један крај полукружних канала је проширен и формира ампулу у којој је смештен сензорни орган, лат. crista ampullaris, са око 23.000 ћелија. Ампуларна купула лат. Cupula ampullaris представља желатинозму масу која се простире од површине кристе до крова ампуле полукружног канала. Купула има исту специфичну тежину као ендолимфа, због чега на кристу не делују силе гравитације код одређеног положаја, што би стално доводило до вртоглавице и нистагмуса.
Цилијарна ћелије криста полукружних канала, основом окренуте према перилимфи, у контакту су са завршецима вестибуларног живца. Ћелије типа два су облика флаше, а њихову података обухвата један нервни завршетак облика сличан чаши. Ћелије типа два су цилиндричне, са бројним аферентна нервним завршецима. Свака цилијарна ћелија има једну дужу киноцилију и већи број стереоцилија. Састављене из ћелијских елемената као макуле, кристе се разликују од истих дужином микровила сензорних ћелија, обликом и висином галертне мембране (облика куполе високе преко 100 микрометара) и одсуством статолита.
У кристи хоризонталног полукружног канала, киноцилије су лоциране ближе утрикулусу, а у кристи вертикалних канала даље од утрикулуса. Ово објашњава зашто је у хоризонталним каналима јачи надражај ампулопетална (утрикулопетална) лимфокинеза (дефлексија купуе према утрикулусу), док је у вертикалним каналима јачи подражај ампулофугална (утрикулофугална) лимфокинеза (дефлексија купуе супротно од утрикулуса). Кретање ендолимфе изазива нистагмус у правцу јаче подраженог канала, и надражај сваког полукружног канала изазива нистагмус у равни подражаног канала (Евалдов закон).
Код савијања стереоцилија и киноцилије, на горњој површини ћелије која је у контакту са ендолимфом, отварају се јонски канали сензорних цилија. Доминантан јон у ендолимфи је калијум, који путује овим каналима кроз ћелију и деполаризује је. Основа сензорних ћелија која је окружена перимифом, садржи калцијум канале који зависе од волтаже, па су отворени када је ћелија деполаризована. Кроз отворене канале јони калцијум улазе у ћелију,
Влакна ампуларног нерва се налазе у средини кристе и ту остварују синаптичке везе са сензорним ћелијама. Из немијелизиране мреже нервних влакана на нивоу сензорног епитела, полазе мијелинске влакна која представљају прве неуроне. То су биполарне ћелије чија се тела налазе у скарпеовом ганглиону у унутрашњем слушном ходнику. Горњи део ганглиона прима влакна из горњег и латералног полукружног канала, утрикулуса и мањег дела сакулуса, док доњи део прима влакна из задњег полукружног канала и већег дела макуле сакулуса. Слободну површину макула покрива око 20 μмм дебела галертна (статолитна) мембрана у коју штрче снопићи сензорних ћелија, тако да сваки снопић окружује пукотина испуњена ендолимфом. На слободној површини галертне мембране постављени су бројни ситни кристали отолита или статоцониае, састављени од калцијум карбоната и протеинске супстанце. На мембрани се налази „стриола“ облика снежног наноса и може се идентификовати као канал код отолитичк емембране утрикулуса.
Статоконије производе потпорне ћелије, а разграђују их тамне ћелије, које се налазе на периферији макула и ампуларних криста. Кристе представљају неуроепителне вестибуларне структуре облика високих гребена, који урањају у лумен полукружних канала, а постављене су под углом од 90° на уздужну осу полукружног канала. Свака криста садржи око 7.600 сензорних ћелија. Налазе се у ампуларни проширењима полукружних канала. Постоје два облика сензорних ћелија:
- Тип један ћелије, ћелије су облика амфоре, локализоване у централним областима макуле и кристе. Састоје се из базално постављеног нуклеуса, аферентног неуроналног каликса на које се настављају еферентне синапсе.
- Тип два ћелије, су цилиндричног облика локализоване на периферији. Састоје се од базално постављеног једра и аферентних и еферентних базалних синапси.

Рецепторна ћелије у овом органу се стимулишу покретом ендолимфе откривају промене угаоног убрзања. Када се глава помера услед појаве ротације тела, ендолимфе ће тећи ка косим ћелијама, које добијају надражај који потом претварају у нервни импулса. Као одговор на те импулсе, настаје реакција мишићи за одржавање равнотеже тела у новој позицији.
Аксони сензитивних неурона формирају вестибуларни живац и пројектују се на вестибуларне нуклеусе у продуженој мождини, а део влакана наставља до малог мозга. Из вестибуларних нуклеуса полазе еферентна влакна која формирају вестибуле-спинални тракт, као и неурони другог реда који иду до таламуса, а затим до коре. Из вестибуларних нуклеуса полазе и неурони другог реда који иду до нуклеуса кранијалних нерава који контролишу покрете очију. На тај начин полукружни канали и отолитички орган пружају информације нашем мозгу о положај тела и његовим покретима. А веза између вестибуларног система и очију помаже у одржавању равнотеже и држању очију усмерених на објекат („оријентир“) док се глава окреће или док се тело ротира.